# Sabbat (musikgrupp)
Sabbat var ett brittiskt thrash metal-band, bildat 1985 i Nottingham, England. Bandets stil är klassisk thrash, med ett vasst, kärvt sound, och underfundiga och klassiskt vers-skrivna texter. Gruppen splittrades 1991. Bandet återförenades 2006, men splittrades åter 2014.

## Historia
Gruppmedlemmar vid bandets första albumsläpp, History of a Time to Come (1988), var sångaren Martin Walkyier, gitarristen Andy Sneap, basisten Frazer Craske och Simon Negus på trummor. På bandets andra album Dreamweaver (1989) tillkom andregitarristen Simon Jones. Efter två album lämnade Jones, Walkyier och Craske så småningom bandet. Sneap och Negus anlitade sångaren Richie Desmond och basisten Wayne Banks för att sammanställa ett tredje album, Mourning Has Broken (1991). Gruppen splittrades därefter, och på grund av finansiella och musikaliska tvister genom åren har diverse försök till en återförening inte lyckats fullt ut.
Sabbat brukar ibland kallas för en föregångare till bandet Cradle of Filth, och det var bland andra huvudmannen i detta band, Dani Filth, som övertygade Sabbat om en komplett återförening vintern 2006 för att bli förband på bandets turné. Detta nyfunna fokus har även resulterat i nysläppta remastrade versioner av de två första albumen. Bandet poängterar i intervjuer att de nu bara spelar för att ha kul, och att de inte planerar några nya album.
I en intervju i magasinet Decibel januari 2014 informerade Andy Sneap om att Sabbat inte längre var aktiva.

## Medlemmar
Senaste medlemmar
- Simon Negus – trummor (1985–1991, 2006–2011)
- Andy Sneap – gitarr (1985–1991, 2006–2011)
- Martin Walkyier – sång (1985–1990, 2006–2011)
- Simon Jones – gitarr (1989, 2006–2011)
- Gizz Butt – basgitarr (2007–2011)

Tidigare medlemmar
- Fraser Craske – basgitarr (1985–1990, 2006–2007)
- Mark Daley – trummor (1985)
- Adam Ferman – gitarr (1985)
- Neil Watson – gitarr (1990–1991)
- Wayne Banks – basgitarr (1991)
- Ritchie Desmond – sång (1991)

Turnerande medlemmar
- Richard Scott – gitarr (1988)
- Kevin Bower – keyboard (2010)

## Diskografi
Studioalbum
- 1988 – History of a Time to Come
- 1989 – Dreamweaver
- 1991 – Mourning Has Broken

Livealbum
- 1990 – Doomsday News III - Thrashing East Live

EPs
- 1985 – Magic in Practice and Theory
- 1987 – Fragments of a Faith Forgotten

Promo/Demo
- 1985 – "Magick in Theory and Practice"
- 1986 – "Fragments of a Faith Forgotten"
- 1987 – "Stranger Than Fiction"
- 1987 – "Blood For The Blood God"
- 1988 – "A Cautionary Tale" / "And the Brave Man Fails" (delad singel med Vendetta)
- 1989 – "Wildfire" / "The Clerical Conspiracy"
- 1989 – "Wildfire" / "The Best Of Enemies"